# غويلة سادات (الريف الغربي)
غويلة سادات (بالفارسية: غویله سادات) هي منطقة سكنية تقع في إيران في قسم الريف الغربي الريفي. يقدر عدد سكانها بـ 378 نسمة بحسب إحصاء 2016.